# モンテッキオ・マッジョーレ
モンテッキオ・マッジョーレ（伊: Montecchio Maggiore）は、イタリア共和国ヴェネト州ヴィチェンツァ県にある、人口約23,000人の基礎自治体（コムーネ）。

## 地理

### 位置・広がり

#### 隣接コムーネ
隣接するコムーネは以下の通り。
- アルタヴィッラ・ヴィチェンティーナ
- アルツィニャーノ
- ブレンドラ
- カステルゴンベルト
- モンテベッロ・ヴィチェンティーノ
- モントルソ・ヴィチェンティーノ
- ソヴィッツォ
- トリッシノ
- ゼルメゲード

### 気候分類・地震分類
気候分類では、zona E, 2356 GGに分類される。
また、イタリアの地震リスク階級 (it) では、zona 2 (sismicità media) に分類される。

## 行政

### 分離集落
モンテッキオ・マッジョーレには、以下の分離集落（フラツィオーネ）がある。
- Alte Ceccato, Santissima Trinità, Sant'Urbano, Valdimolino

## 姉妹都市
- パッサウ（ドイツ）
- オールトン（イギリス）
- カルロフォルテ（イタリア）

## 出身者
- クリスティアン・マッジョ（サッカー選手）